# Ampelopsis acutidentata
Ampelopsis acutidentata är en vinväxtart som beskrevs av Wen Tsai Wang. Ampelopsis acutidentata ingår i släktet Ampelopsis och familjen vinväxter. Inga underarter finns listade i Catalogue of Life.